# Murphy Anderson
Pour les articles homonymes, voir Anderson.
Murphy Anderson (né le 9 juillet 1926 à Asheville (Caroline du Nord) et mort le 22 octobre 2015 est un dessinateur et encreur de bande dessinée américain. Bien qu'il commence sa carrière à la fin de l'âge d'or des comics, après la Seconde Guerre mondiale, l'essentiel de sa carrière se déroule durant l'âge d'argent. Fidèle à DC Comics à partir de 1951, il participe au retour de Hawkman et du Spectre. Il est aussi celui qui crée graphiquement Adam Strange.
Il est aussi notable pour son travail sur Superman où il encre les dessins de Curt Swan. En 1973, il fonde la société Murphy Anderson Visual Concepts spécialisée dans la mise en couleur et le lettrage des comics. Il ne quitte jamais vraiment le monde des comics même après son départ de DC, faisant régulièrement des apparitions dans les festivals.

## Biographie

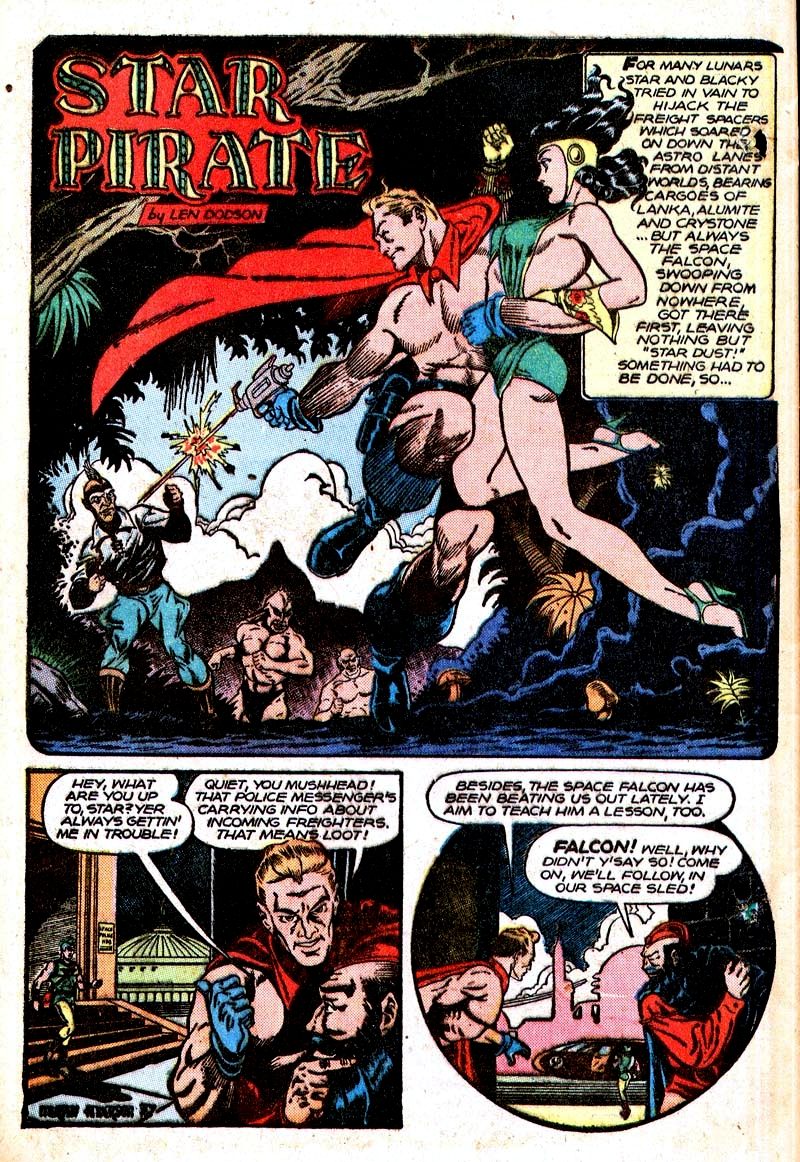
Page du no 50 de Planet Comics par Murphy Anderson (septembre 1947).

Murphy Anderson naît le 9 juillet 1926 à Asheville en Caroline du Nord. Il étudie le dessin à l'Art Students League et commence sa carrière en 1944 en dessinant des comic strips et des illustrations pour le magazine de l'armée PS (en) sous la direction de Will Eisner. Il dessine aussi des récits publiés dans des comic books de Fiction House comme Suicide Smith en 1944, Sky Rangers en 1946 ou encore Star Pirate en 1946 et 1947, mais c'est en 1947 qu'il lui est confié son premier travail d'importance, le dessin du comic strip de Buck Rogers, auparavant tenu par Dick Calkins, qu'il garde jusqu'en 1949.
À partir de 1951, il entre chez DC Comics où il dessine de nombreuses histoires publiées dans Mystery in Space et Strange Adventures dont celles de Captain Comet et celles des Atomic knights sur des scénarios de John Broome. En 1958-59, il reprend le dessin du strip de Buck Rogers, puis il passe d'un éditeur à l'autre (Pines, Marvel Comics, St. John, Ziff Davis) mais il retourne finalement chez DC où en 1964, il participe à la recréation de Hawkman, personnage de l'âge d'or des comics disparu après-guerre, sur un scénario de Gardner Fox. Dans le comics dédié à celui-ci, il crée l'héroïne Zatanna ; il est aussi le créateur graphique d’Adam Strange et dessine le retour du Spectre, autre héros de l'âge d'or.
En 1965, il dessine les boîtes du jouet Captain Action car des personnages de DC Comics font partie de différentes séries de ce jouet. La société Ideal a en effet acheté les licences de Superman, Aquaman et Batman, ainsi que celles de super-héros publiés par Marvel Comics, celle du Lone Ranger et celle du Fantôme de Lee Falk. En un mois, Anderson doit réaliser tous ces dessins qui sont vérifiés à chaque étape (esquisse, crayonné, encrage, mise en couleur) et son travail chez DC s'en ressent. L'éditeur Julius Schwartz se montre heureusement compréhensif.
Dans les années 1960-70, il encre les aventures de Flash, dessinées par Carmine Infantino, celles de Green Lantern de Gil Kane et surtout celles de Superman dessinées par Curt Swan, dans le comics Superman d’Action Comics. Le travail des deux artistes est si lié au personnage qu'ils sont souvent désignés sous le nom de Swanderson. Lorsque Jack Kirby arrive en 1973 chez DC Comics et reprend le comics Superman's Pal Jimmy Olsen, Murphy Anderson est chargé de redessiner les visages de Superman afin de préserver l'unité de style de dessin du personnage.
En 1973, il fonde la société Murphy Anderson Visual Concepts spécialisée dans la mise en couleur et le lettrage des comics. C'est aussi grâce à cette société qu'il rachète le magazine PS à Will Eisner, qui à ce moment a décidé de revenir dans le monde des comics et de vendre ce périodique destiné aux militaires. Anderson dirige alors PS durant une dizaine d'années, avant de laisser Joe Kubert prendre en main la création artistique.
Il meurt le 22 octobre 2015.

## Analyse
Le dessin de Murphy Anderson, influencé par celui de Lou Fine, de Will Eisner et d'Alex Raymond se caractérise par une ligne claire ; il est de ceux qui ont établi le style DC durant l'âge d'argent des comics. Il est considéré comme un des meilleurs encreurs ayant travaillé pour cet éditeur.

## Récompenses
- 1963 : Prix Alley du meilleur encreur
- 1964 : Prix Alley du meilleur dessinateur pour la Ligue de justice d'Amérique
- 1965 : Prix Alley du meilleur encreur et de la meilleure couverture de comic book (Detective Comics no 329, sur un dessin de Carmine Infantino)
- 1966 : Prix Alley du meilleur encreur ; de la meilleure couverture de comic book pour The Brave and the Bold no 61 ; et du meilleur roman pour « Solomon Grundy Goes on a Rampage », dans Showcase no 55 (avec Gardner Fox)
- 1984 : Prix Inkpot
- 1998 : Temple de la renommée Jack Kirby
- 1999 : Temple de la renommée Will Eisner
- 2013 : Temple de la renommée Joe Sinnott, pour son œuvre d'encreur